# Anaxyrus punctatus
Anaxyrus punctatus is een kikker uit de familie padden of Bufonidae. De soort werd voor het eerst wetenschappelijk beschreven door Spencer Fullerton Baird en Charles Frédéric Girard in 1852. Oorspronkelijk werd de wetenschappelijke naam Bufo punctatus gebruikt. De soort behoorde lange tijd tot het geslacht Bufo. De soortaanduiding punctatus betekent vrij vertaald 'gevlekt'.

## Uiterlijke kenmerken
Anaxyrus punctatus bereikt een lichaamslengte van 3,8 tot 6,4 centimeter, de grootste exemplaren worden tot 7,6 centimeter lang. De mannetjes blijven kleiner dan de vrouwtjes.
De soort is meestal makkelijk te herkennen aan de bruine tot groengrijze basiskleur en de oranje tot rood gekleurde, duidelijk afstekende wratten. De gifklieren zijn rond en niet groter dan de ogen en het lichaam is wat gedrongen en de kop heeft een puntige snuit. De buik is lichter gekleurd en de mannetjes hebben een donkere keel.

## Verspreiding en habitat
Anaxyrus punctatus komt voor in delen van Noord-Amerika en leeft endemisch in de Verenigde Staten in onder andere de staten Utah en Nevada. De habitat bestaat uit vochtige plekken in drogere streken, zoals bergmeertjes, bronnen en beekjes tot 2000 meter boven zeeniveau. Omdat deze soort redelijk kan klimmen voor een pad, worden stenige en rotsige oevertjes geprefereerd om tussen de stenen kunnen schuilen.

## Levenswijze
Het is een typisch schemerdier dat zowel 's avonds als 's ochtends jaagt en overdag en 's nachts rust. Het voedsel bestaat uit kleine ongewervelden, zoals insecten en wormen.
De paartijd van deze pad loopt van maart tot september en de eitjes worden gelegd in ondiepe, heldere en permanente wateren. Anaxyrus punctatus is de enige soort in Noord-Amerika die de eitjes één voor één afzet in plaats van in een eiersnoer of -klomp.